# Meridiano 45 E
O meridiano 45 E é um meridiano que, partindo do Polo Norte, atravessa o Oceano Ártico, Europa, Ásia, África, Oceano Índico, Oceano Antártico, Antártida e chega ao Polo Sul.
Forma um círculo máximo com o Meridiano 135 W.
Começando no Polo Norte, o meridiano 45º Este tem os seguintes cruzamentos:
| País, território ou mar | Notas |
| ----------------------- | --- |
| Oceano Ártico           | |
| Rússia                  | Ilha da Terra de Alexandra |
| Mar de Barents          | |
| Rússia                  | Península de Kanin |
| Mar de Barents          | Golfo de Cheshkaya |
| Rússia                  | |
| Geórgia                 | |
| Armênia                 | |
| Azerbaijão              | Yuxarı Əskipara, exclave rodeado pela Arménia                                                                                     |
| Armênia                 | Passa no Lago Sevã |
| Azerbaijão              | Exclave de Naquichevão |
| Irão                    | |
| Iraque                  | |
| Arábia Saudita          | |
| Iêmen                   | |
| Oceano Índico           | Golfo de Aden |
| Somália                 | Somalilândia |
| Etiópia                 | |
| Somália                 | |
| Oceano Índico           | Passa a oeste de Mayotte, departamento ultramarino da França                                                                      |
| Madagáscar              | |
| Oceano Índico           | |
| Oceano Antártico        | |
| Antártida               | Limite entre a Terra da Rainha Maud, reivindicada pela Noruega, e o Território Antártico Australiano, reivindicado pela Austrália |